# Seznam starostů Monaka
Níže je uveden seznam starostů Monaka.
| Pořadí | Jméno                | Převzal úřad | Opustil úřad  | Období           |
| ------ | -------------------- | ------------ | ------------- | ---------------- |
| 1      | Suffren Reymond      | 1911         | 1914          | 1 (Monte-Carlo)  |
| 1      | François Crovetto    | 1911         | 1914          | 1 (Monaco-Ville) |
| 1      | Honoré Bellando      | 1911         | 1914          | 1 (La Condamine) |
| 2      | Suffren Reymond      | 1918         | 1920          | 2                |
| 3      | Alexandre Médecin    | 1920         | 1929          | 1                |
| 4      | Eugène Marquet       | 1929         | 1930          | 1                |
| 5      | Charles Bernasconi   | 1930         |               | 1                |
| 6      | Louis Aureglia       | 1933         | 1944          | 1                |
| 7      | Charles Palmaro      | 1946         | 1955          | 1                |
| 8      | Robert Boisson       | 1955         | 1971          | 1                |
| 9      | Jean-Louis Médecin   | 1971         | 1991          | 5                |
| 10     | Anne-Marie Camporová | 1991         | 2003          | 3                |
| 11     | Georges Marsan       | 2003         | Držitel úřadu | 4                |